# آدم فان دوميل
آدم فان دوميل (بالإنجليزية: Adam van Dommele)‏ (5 سبتمبر 1984 في أستراليا - ) هو لاعب كرة قدم أسترالي في مركز الظهير. شارك مع منتخب أستراليا تحت 17 سنة لكرة القدم. أما مع النوادي، فقد لعب مع إنفيلد سيتي فالكونز ونادي أديلايد يونايتد ونادي هارتلبول يونايتد ونورث إيسترن ميترو ستارز ونادي جنوب ملبورن وModbury Jets SC ‏.

## وصلات خارجية
- آدم فان دوميل على موقع الاتحاد الدولي (مؤرشف)  (الإنجليزية)
- آدم فان دوميل على موقع قاعدة بيانات كرة القدم.إي يو (الإنجليزية)
- آدم فان دوميل على موقع عالم كرة القدم.نت (الإنجليزية)